# Церемониално графство
Церемониални графства (на английски: Ceremonial counties) е название на кралските наместничества (на английски: Lieutenancy area) на територията на Англия. Наместничеството е територия, за която се назначава лорд-наместник (Lord Lieutenant), почетен представител на британския монарх. Церемониалните графства нямат административни функции, но броят им и техните граници са стабилни и затова се използват за географско обвързване (а самите графства могат да се наричат географски), например при определянето на границите на избирателните райони. В настояще време в Англия има 48 церемониални графства:
| - Бедфордшър - Бъкингамшър - Бъркшър - Бристол - Глостършър - Голям Лондон - Голям Манчестър - Дарбишър - Девън - Дорсет - Дърам - Есекс - Западен Йоркшър - Западен Съсекс - Източен Съсекс - Източен Йоркшър | - Къмбрия - Кеймбриджшър - Кент - Корнуол - Ланкашър - Лестършър - Линкълншър - Лондонско Сити - Мърсисайд - Нортхамптъншър - Нортъмбърланд - Норфолк - Нотингамшър - Оксфордшър - Остров Уайт - Рътланд | - Северен Йоркшър - Стафордшър - Съфолк - Съмърсет - Съри - Тайн и Уиър - Уилтшър - Уорикшър - Уест Мидландс - Устършър - Хартфордшър - Херефордшър - Хампшър - Чешър - Шропшър - Южен Йоркшър |

Церемониалните графства понастоящем не играят роля за целите на местната администрация, вместо тях местната власт има органи и се упражнява в рамките на административните графства.